# Wilbur S. Peacock
Wilbur Scott Peacock (Kansas, 27 de junio de 1915 - Los Angeles, 7 de julio de 1979) —conocido también como John Peter Drummond, W. S. Peacock y W. Scott Peacock— fue un escritor, guionista de televisión y editor estadounidense de revistas de ciencia ficción.
Fue el primer subeditor de Planet Stories, tras publicaciones previas en Jungle Stories, transformándola en «una revista profundamente viva» según el historiador Michael Ashley. Peacock ocupó esta posición entre los otoños de 1942 y 1945.
En televisión, fue guionista de algunos capítulos de varias series de televisión, entre las que estuvieron  Cisco Kid (1954-1955), The Pepsi-Cola Playhouse (1953), Chevron Theatre (1953), Fireside Theatre (1953) y Screen Directors Playhouse (1956).

## Obras
Ficción corta
- Jungle Vengeance (1940).
- The Ju Ju Kiss (1940).
- Life Cycle (1940).
- Uranian Justice (1940), que también fue publicada como Das harte Gesetz des Uranus (1959).
- Ghost Safari (1941).
- Roar, Lion (1941).
- The Blood Moon (1941).
- I Am the Dead (1941).
- The Victory of Klon (1941).
- Gorilla Hate (1942).
- The Thing of Venus (1942).
- Planet of No-Return (1942).
- Spoor of the Leopard Moon (1943).
- Too Perfect (1943).
- Amazon Queen of Ophir (1943).
- Prey of the Space Falcon (1943).
- Destination—Death (1943).
- Jewel of Jeopardy (1944).
- Kroong (1944).
- The Squirming Juju (1944).
- Chimera World (1944).
- Spider Men of Gharr (1945).
- Oblivion Quest (1951).
- The Sound of Willow Pipes (1954).
- Martians Twitter (1954).

Capítulos de libros
- The Victory of Klon (2020).
- The Thing of Venus (2020).
- Planet of No-Return (2020).
- Destination—Death (2020).
- Prey of the Space Falcon (2020).
- Chimera World (2020).
- Spider Men of Gharr (2020).